# Real Club Náutico de Salinas

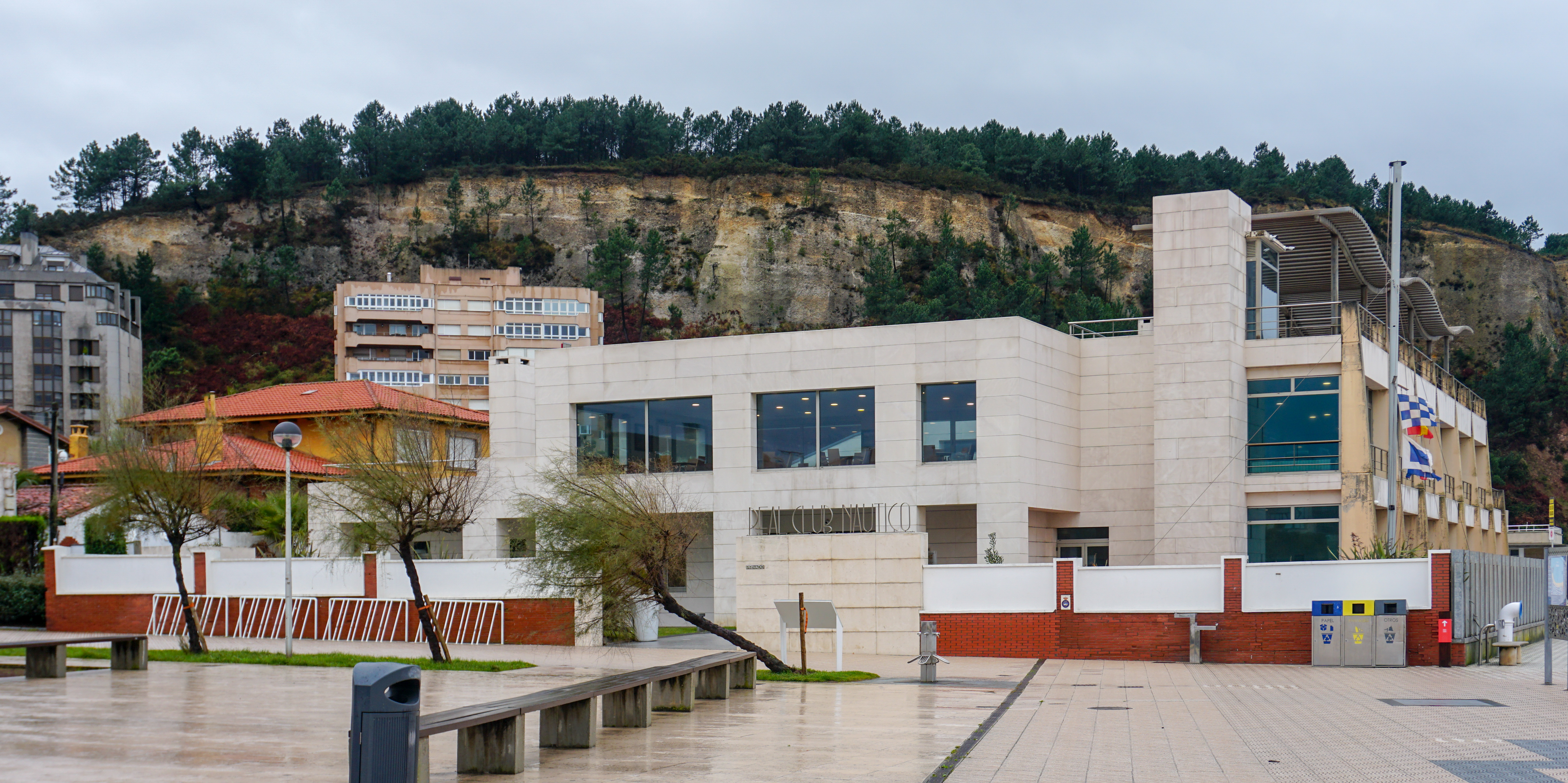
Sede del club.

El Real Club Náutico de Salinas es un club deportivo privado español situado en Salinas (Castrillón), Asturias. 
Además del edificio social, cuenta con tres piscinas, pistas de pádel, tenis, polideportivo, gimnasio y sauna. 

## Historia
Se fundó en 1915 y en 1916 se inauguró el primer edificio social, construido en madera, de lo que entonces se llamó Club Náutico. El 24 de enero de 1923 se otorga al Club Náutico, a través de escrito de la Mayordomía de Su Majestad, el título de Real.